# پیتر اشتراوس
پیتر اشتراوس (انگلیسی: Peter Strauss؛ زادهٔ ۲۰ فوریهٔ ۱۹۴۷) یک هنرپیشه اهل ایالات متحده آمریکا است.
از فیلم‌ها یا برنامه‌های تلویزیونی که وی در آن نقش داشته است می‌توان به آخرین لحظه و قتل در قطار سریع‌السیر شرق، تریپل اکس: دولت متحد، آخرین سرمایه‌دار بزرگ، سلام ، قهرمان!، کلیدهای تولسا اشاره کرد.